# 亞歷山大·卡贊采夫
亞歷山大·卡贊采夫（俄语：Алекса́ндр Петро́вич Каза́нцев，1906年9月2日—2002年9月13日）是蘇聯科幻小說家、飛碟學家、軍事工程專家、國際象棋排局家。

## 生平
1906年出生於阿克莫林斯克（現為努爾-蘇丹）。托木斯克理工大學畢業。1939年，成為紐約世界博覽會蘇聯代表團成員之一。在蘇德戰爭期間參軍，1945年以上校軍銜退伍，獲得衛國戰爭勳章、紅星勳章等多項榮譽。後來他定居於佩瑞德爾基諾從事科幻小說寫作，著有多部科幻小說，代表作有《水下太阳》和《太空神曲》等。
他在1946年提出通古斯大爆炸起因於攜帶核裝備的外星飛船墜毀的假設。
2002年於佩瑞德爾基諾去世，享壽96歲。